# 1月2日
1月2日是公历（平年）一年中的第2天，离全年的结束还有363天（闰年则是364天）。

## 大事记

### 20世纪以前
- 69年：四帝之年：上日耳曼尼亞的罗马军团拒绝向罗马皇帝加尔巴宣誓，转而支持維特里烏斯。
- 366年：日耳曼尼亚的部落同盟阿勒曼尼人越过冰封的莱茵河，入侵罗马帝国。
- 533年：天主教會神父墨丘利當選成為教宗若望二世，是第一位使用名號即位的教宗。
- 1492年：卡斯提爾王國和亞拉岡王國軍隊攻陷格拉納達酋長國，收復失地運動結束。
- 1680年：在杜魯諾佐約起義結束後，馬打蘭蘇丹阿莽古拉特二世和朝臣處決杜魯諾佐約。
- 1777年：喬治·華盛頓領導的美國部隊在發生的阿遜平克溪戰役中，成功擊退英國軍隊的攻勢。
- 1818年：英国土木工程師學會成立。

### 20世紀
- 1905年：日俄战争：駐紮在中國旅順口區海軍基地的俄羅斯部隊向日本軍隊投降，旅順會戰宣告結束。
- 1909年：意大利墨西拿發生地震，20萬人喪生。
- 1909年：清朝政府将袁世凯撤职。
- 1920年：美国的禁酒令生效。
- 1921年：卢森堡共产党成立。
- 1923年：中國國民黨黨綱公布。
- 1932年：日军攻占锦州，全部占领中国东北。
- 1936年：一二·九运动后序中，平津学生组成南下抗日宣传团在河北固安县进行抗日宣传。
- 1941年：納粹德國空軍針對英國威爾斯卡地夫展開大規模轟炸，造成蘭達夫座堂嚴重受損。
- 1942年：中国军队在第三次长沙战役击败日军。
- 1942年：日军占领菲律宾首都马尼拉。
- 1949年：路易斯·穆尼奥斯·马林成为首位民选波多黎各总督。
- 1955年：南斯拉夫与中国建交。
- 1959年：蘇聯在拜科努爾太空發射場發射第一個星際探測器月球1號，並掠過月球上空。
- 1959年：切·格瓦拉率革命軍成功佔領古巴首都哈瓦那，巴蒂斯塔出逃。
- 1966年：人民日报发表文章，掀起工业学大庆的浪潮。[1]
- 1967年：前美國電影演員隆納·雷根宣誓就任第33任加利福尼亞州州長，展開其政治生涯。
- 1971年：苏甲格拉斯哥流浪者队在对阵凱尔特人队的比赛中发生重大踩踏事故，66人死亡，145人受伤。
- 1977年：洛阳黄河公路大桥建成通车。
- 1980年：中国与厄瓜多尔建交。
- 1981年：英國連環殺手彼得·薩特克利夫在謝菲爾德遭到逮捕，結束英國史上最大的調查行動。
- 1983年：中華人民共和國第一家全國性的僑界專業報紙《華聲報》創刊。
- 1983年：音樂劇《安妮（英语：Annie (musical)）》在表演了2377場後，在紐約市百老匯的Alvin Theatre進行最後一次演出。
- 1992年：中国与乌兹别克斯坦建交。
- 1999年：中国中央电视台的法律节目《今日说法》开播。

### 21世紀
- 2001年：金門與廈門之間開通「小三通」。
- 2004年：美国太空探测器星尘号飞越维尔特二号彗星收集彗发尘埃，并携带样品返回地球。
- 2015年：哈爾濱市道外區「1·2」火災事故。
- 2016年：沙烏地阿拉伯政府處決因領導阿拉伯之春活動而聞名的什葉派謝赫尼姆爾·尼姆爾。
- 2019年：中國共產黨中央委員會總書記習近平在《告台灣同胞書》發表40周年紀念會上發表「習五條」談話，重申兩岸統一。
- 2020年：中華民國空軍UH-60M黑鷹直升機於烏來山區墜毀。
- 2024年：日本航空一架空中巴士A350客機在東京國際機場與海上保安廳公務機相撞起火，導致公務機上5人死亡、1人受傷，客機迫降。

## 出生
- 869年：陽成天皇，日本第57代天皇（949年逝世）
- 1403年：貝薩里翁，拜占庭文藝復興人文主義者、神學家、天主教樞機（1472年逝世）
- 1642年：穆罕默德四世，奥斯曼土耳其帝国蘇丹（1693年逝世）
- 1679年：，法國醫生，被譽為「現代牙醫學之父」（1761年逝世）
- 1699年：奥斯曼三世，奧斯曼帝國第25任蘇丹兼任哈里發（1757年逝世）
- 1727年：詹姆斯·沃爾夫，英國陸軍軍官（1759年逝世）
- 1729年：約翰·丹尼爾·提丟斯，德國天文學家（1796年逝世）
- 1732年：弗朗蒂舍克·布里克西，波西米亞作曲家（1771年逝世）
- 1822年：魯道夫·克勞修斯，德國物理學家和數學家，熱力學主要奠基人（1888年逝世）
- 1837年：米利·巴拉基列夫，俄羅斯鋼琴演奏家、指揮家和作曲家（1910年逝世）
- 1870年：珀西·洛，英國外科醫生、鳥類學家（1948年逝世）
- 1873年：利雪的德蘭，法國修女，天主教會所宣列的聖人及教會聖師（1897年逝世）
- 1875年：沈钧儒，中華人民共和國最高人民法院院長（1963年逝世）
- 1877年：恩斯特·施密特，丹麥生物學家（1933年逝世）
- 1880年：瓦西里·捷格加廖夫，蘇聯槍械設計師（1949年逝世）
- 1895年：福克·伯納多特，瑞典外交官（1948年逝世）
- 1900年：黄子卿，中国化学家（1982年逝世）
- 1901年：黃海岱，台灣布袋戲國寶級大師（2007年逝世）
- 1903年：田中加子，日本超級人瑞，世界第二長壽者（2022年逝世）
- 1905年：迈克尔·蒂皮特，英国作曲家（1998年逝世）
- 1908年：陳文文，越南共和國政治人物（1966年逝世）
- 1908年：勞倫斯·韋瑟比，美國政治家，第48任肯塔基州州長（1994年逝世）
- 1909年：貝利·高華德，美國亞利桑那州參議員（1998年逝世）
- 1920年：，美國科幻小说作家（1992年逝世）
- 1920年：喬治·赫比格，美國天文學家（2013年逝世）
- 1924年：河合雅雄，日本動物學家。（2021年逝世）
- 1928年：池田大作，日本作家、攝影師（2023年逝世）
- 1929年：索爾·托爾欽斯基，加拿大男子籃球運動員（2020年逝世）
- 1931年：海部俊樹，日本第76、77任內閣總理大臣（2022年逝世）
- 1933年：森村诚一，日本推理小说作家（2023年逝世）
- 1938年：高建，前韓國漢城市長、國務總理、暫代總統
- 1939年：彭淮南，台灣中央銀行總裁
- 1939年：夏佳理，香港政府官员
- 1940年：斯里尼瓦瑟·瓦拉德汉，印度裔美國數學家
- 1944年：諾羅敦·拉那烈，柬埔寨政治人物、法學學者，第31任柬埔寨首相（2021年逝世）
- 1948年：朱迪思·米勒，紐約時報記者
- 1952年：吳孟達，香港男演員（2021年逝世）
- 1952年：徐百弟，香港及臺灣政治人物
- 1954年：薛凌，臺灣政治人物
- 1960年：浦澤直樹，日本漫画家
- 1961年：陶德·海恩斯，美國電影導演、編劇
- 1963年：鍾東錦，臺灣政治人物，現任苗栗縣縣長
- 1963年：愛德加·馬丁內茲，美國職業棒球運動員、教練
- 1964年：诺丽雅卡斯农，马来西亚内阁副部长（2016年逝世）
- 1968年：須田剛一，日本遊戲設計師、遊戲製作人、編劇
- 1968年：小库珀·古丁，美國男演員
- 1969年：克莉絲蒂·杜靈頓，美國超級名模
- 1971年：竹野內豐，日本男演員
- 1971年：火山太田，日本男性聲優
- 1974年：黃暐瀚，台灣媒體人、時事評論員、主持人
- 1975年：陳曉明，香港足球教練
- 1975年：傑夫·蘇潘，美國職棒大聯盟投手
- 1977年：斯特凡·庫貝克，奧地利職業網球運動員
- 1978年：熊汝霖，中國男歌手
- 1978年：豐口惠，日本女性聲優
- 1980年：凱米·巴德諾赫，英國政治人物
- 1981年：，美国职业篮球运动员
- 1981年：，阿根廷足球运动员
- 1983年：杨爍，中國男演員
- 1983年：姬蒂·寶絲禾芙，美國女演員
- 1984年：高揚，美國電視編劇、製作人
- 1985年：卡拉·尤里，瑞士女演員
- 1985年：伊万·多迪格，克羅埃西亞職業網球運動員
- 1986年：夏語心，台灣女藝人
- 1988年：明坂聰美，日本女性聲優
- 1988年：，北愛爾蘭足球運動員
- 1989年：蔡潔，香港女藝人
- 1991年：有智，韓國女子偶像團體BESTie前成員
- 1991年：达维德·桑顿，義大利足球運動員
- 1993年：郭曉婷，中國女演員
- 1994年：李正珉，韓國男子偶像團體BOYFRIEND成員
- 1995年：李夢，中國女子籃球運動員
- 1997年：艾爾沙德·納迪姆，巴基斯坦男子田徑運動員
- 2004年：劉昇彥，韓國男團EVNNE主唱
- 2006年：克勞迪歐·埃切維里，阿根廷職業足球運動員
- 生年不詳：星谷美緒，日本女性聲優

## 逝世
- 466年：劉楚玉，劉宋公主（生年不詳）
- 1557年：蓬托莫，義大利畫家（1494年出生）
- 1631年：高木正次，日本戰國時代至江戶時代初期武將、大名（1563年出生）
- 1647年：張獻忠，明末民變首領之一（1606年出生）
- 1763年：約翰·加特利，英國政治人物，曾任樞密院議長（1690年出生）
- 1927年：卡爾·龍格，德國數學家、物理學家（1856年出生）
- 1952年：罗盛教，中国人民志愿军战士（1931年出生）
- 1968年：庫諾·霍夫邁斯特，德國天文學家（1893年出生）
- 1999年：賽巴斯提安·哈夫納，德國記者、作家（1907年出生）
- 2006年：比爾·史凱特，巴布亞紐幾內亞前總理（1952年出生）
- 2006年：楊子江，香港主持人（1958年出生）
- 2007年：白南淳，朝鮮外务相（1929年出生）
- 2009年：瑪莉亞·德·傑蘇斯，葡萄牙超級人瑞（1893年出生）
- 2011年：理查德·溫特斯，美國陸軍第101空降師506傘兵團第2營E連退役軍官（1918年出生）
- 2011年：司徒華，香港的香港民主黨黨鞭、支聯會主席、香港民主派元老（1931年出生）
- 2014年：李泰祥，台灣音樂家[2]（1941年出生）
- 2015年：林保全，香港男性配音員（1951年出生）
- 2016年：尼姆爾·尼姆爾，沙烏地阿拉伯什葉派謝赫（1959年出生）
- 2019年：顾方舟，中国医学家、病毒学家（1926年出生）
- 2020年：沈一鳴，中華民國空軍一級上將（1957年出生）
- 2023年：胡福明，中國學者、政治人物（1935年出生）
- 2023年：杜米特魯·拉杜·波佩斯庫，羅馬尼亞小說家、詩人、戲劇家、散文家、短篇小說家（1935年出生）
- 2023年：肯·布洛克，美國拉力賽賽車手（1967年出生）
- 2024年：薩利赫·阿魯里，巴勒斯坦哈馬斯高級領導人（1966年出生）
- 2025年：凱萊蒂·阿格奈什，匈牙利女子競技體操運動員（1921年出生）
- 2025年：揚·扎哈拉，斯洛伐克男子拳擊運動員（1928年出生）

## 节假日和习俗
- 天主教會：聖額我略·納齊安慶節
- 瑞士、 列支敦斯登：贝希托尔德节（英语：Berchtoldstag）
- 瑞士：婦女掌權日
- 古巴：武装部队胜利日
- 海地：先祖节
- 不丹：阳归节
- 圣基茨和尼维斯：狂欢节